# Žarko Beker
Žarko Beker (Zagreb, 2. prosinca 1936. – Zagreb, 29. travnja 2012.) hrvatski crtač stripa, ilustrator i grafički dizajner.

## Životopis
Odrastao je čitajući stripove Waltera i Norberta Neugebauera, Andrije Maurovića i Ferda Bisa, ljubav prema crtanju pokupio je od starijeg brata Zvonka koji je crtao avione, motore i automobile. S petnaest godina došao je u uredništvo Pionira koje je bilo na Trgu bana Jelačića (današnja Möllerova robna kuća) i ponudio svoj kratki strip. Urednik je prihvatio rad i strip je objavljen 11. siječnja 1952. Potom je crtao ilustracije za Aeromodelar (list Narodne tehnike Hrvatske) do mature. Studirao je arhitekturu, otkuda je prešao u Zagreb film. U Plavi vjesnik dolazi 1958. gdje radi u početku kao ilustrator, a kasnije dolaze i njegovi stripovi u suradnji sa Zvonimirom Furtingerom (Pavel Biri, Tajna mini aviona, Bint-el-Hadra i Zaviša) te Dankom Oblakom Demonja i Marselom Ćuklijem Mak Makić. Nacrtao je dva stripa po svom scenariju Špiljko (karikaturalna manira) i Magirus, znanstvenofantastični žanr, ovaj zadnji strip će ujedno biti njegov posljednji strip koji je uradio za popularni tjednik Plavi vjesnik. Nakon toga odlazi u drugi OOUR pod istom kućom Vjesnik u marketinšku agenciju na mjesto umjetničkog direktora. Na tom mjestu zadržat će se sljedećih trideset godina kada odlazi u zasluženu mirovinu. U Agenciji će napraviti izvanredne rezultate, a i sam će biti laureat značajnih priznanja. U to doba Beker je sa svojim suradnicima napravio jednu od najjačih marketinških agencija u Europi.
Žarko Beker se stripovima "Bože, čuvaj Hrvatsku" i "Prce i Stameni" (Fokus, 2002) vratio svojem omiljenom žanru karikaturalne strip-satire u kojoj se okušao i stripom "Špiljko". Scenarij za ova dva stripa pisao je Ante Gugo.
Za života nije imao samostalnu izložbu stripa, ali je izlagao na više kolektivnih izložbi, uključujući i veliku retrospektivnu izložbu "Strip u Hrvatskoj 1867. – 1985." koja je priređena u Muzejskom prostoru u Zagrebu.
Godine 2012. dobio je nagradu Andrija Maurović za životno djelo na području hrvatskog stripa a koju tradicionalno dodjeljuje udruga Art 9. Stjecajem životnih okolnosti nagrada je njegovim kćerkama dodijeljena postumno.

## Stripovi
Stripovi iz Plavog vjesnika (1960. – 1967.)
- Pavel Biri (tri epizode)
- Tajna mini aviona
- Demonja (dvije epizode)
- Bint el Hadra
- Zaviša (četiri epizode)
- Mak Makić, vitez i četvrt
- Koraljka, Neven i Bobo (tri epizode)
- Špiljko
- Magirus''

## Vanjske poveznice
- Novosti  Arhivirana inačica izvorne stranice od 25. rujna 2012. (Wayback Machine), Stripforum